# Choi Yong-il
Choi Yong-il (* 25. April 1966 in Namhae) ist ein ehemaliger südkoreanischer Fußballspieler und -trainer sowie heutiger Fußballfunktionär.

## Karriere

### Spieler

#### Klub
Nach seiner Zeit in der Mannschaft der Dong-A University wechselte Choi Anfang 1989 zu Ulsan Hyundai, wo er bis zum Ende der Saison 1996 verblieb. Danach ging er 1997 zu Pusan Daewoo, wo er nochmal für zwei Jahre aktiv war. Anschließend wechselte er in die Volksrepublik China, wo er ein weiteres Jahr beim Liaoning FC spielte. Seine Karriere beendete er nach dem Abschluss der Saison 2000 wieder in seinem Heimatland bei Anyang LG Cheeta.

#### Nationalmannschaft
Sein erstes bekanntes Spiel für die südkoreanische Nationalmannschaft war am 12. März 1994 bei einem 1:1-Freundschaftsspiel gegen die USA. Nach einigen weiteren Freundschaftsspielen wurde er auch für den Kader der Weltmeisterschaft 1994 nominiert, bei der er in allen drei Gruppenspielen der Mannschaft zum Einsatz kam. Im Herbst dieses Jahres war er auch Teil des Kaders bei den Asienspielen 1994. In den nächsten Jahren kam er nur vereinzelt zu Einsätzen bei Freundschaftsspielen, ab Februar 1997 ging es dann weiter mit der Qualifikation für die Weltmeisterschaft 1998. Hier kam er auch in so gut wie jeder Partie zum Einsatz. Bei der Weltmeisterschaft 1998 selbst war er auch im Kader, erhielt jedoch lediglich im Gruppenspiel gegen die Niederlande Einsatzzeit. Nach diesem Turnier beendete er schließlich auch seine Karriere in der Nationalmannschaft.

### Trainer
Direkt nach seinem Karriereende als Spieler wurde er Trainer bei seiner ehemaligen Universität. Dort wirkte er auch ganz 13 Jahre und hörte hier erst Ende 2013 auf. Seit November 2017 ist er einer der Vizepräsidenten der Korea Football Association.